# アン・ブロンテ

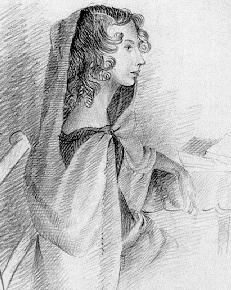
シャーロット・ブロンテによるアンのスケッチ（1845年）

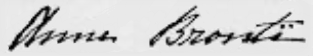
署名

アン・ブロンテ（Anne Brontë (IPA: [bɹɒntɪ]) , 1820年1月17日 - 1849年5月28日）は、イギリスの小説家。ヨークシャーのソーントン生れ。ブロンテ三姉妹の末妹。アクトン・ベル (Acton Bell) のペンネームを使用した。

## 概要

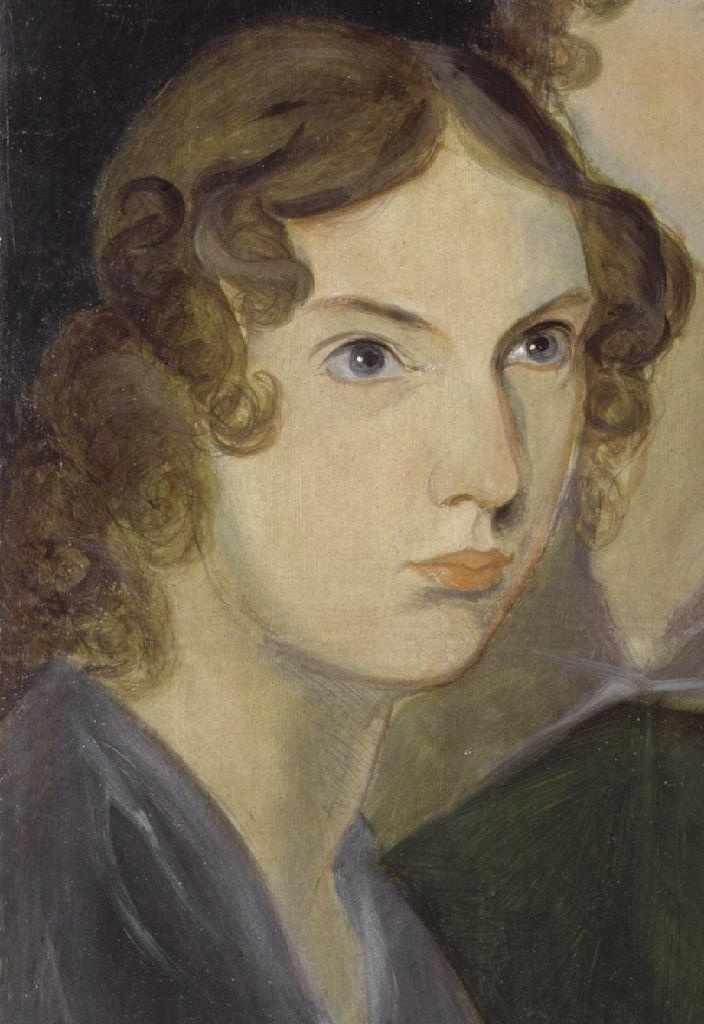
兄ブランウェルによる姉妹の肖像画より、アン（1834年）。

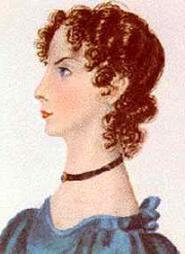
シャーロット・ブロンテが描いたアン（1834年）

アンは牧師の父・パトリック・ブロンテと母・マリア・ブランウェル・ブロンテの間の（男子1人を含む）6人姉妹の末娘として出生。母マリアは、一家がハワースに移り住んだ翌1821年に癌で死去した。1825年には長姉のエリザベス（当時11歳）と次姉マリア（同10歳）がランカシャーのコーワン・ブリッジにある聖職者子女の寄宿学校で結核にかかり相次いで死去した。幼少期の母親と姉2人の死は、彼女自身と、2人の姉（シャーロットとエミリー）の著作に多大な影響を与えた。

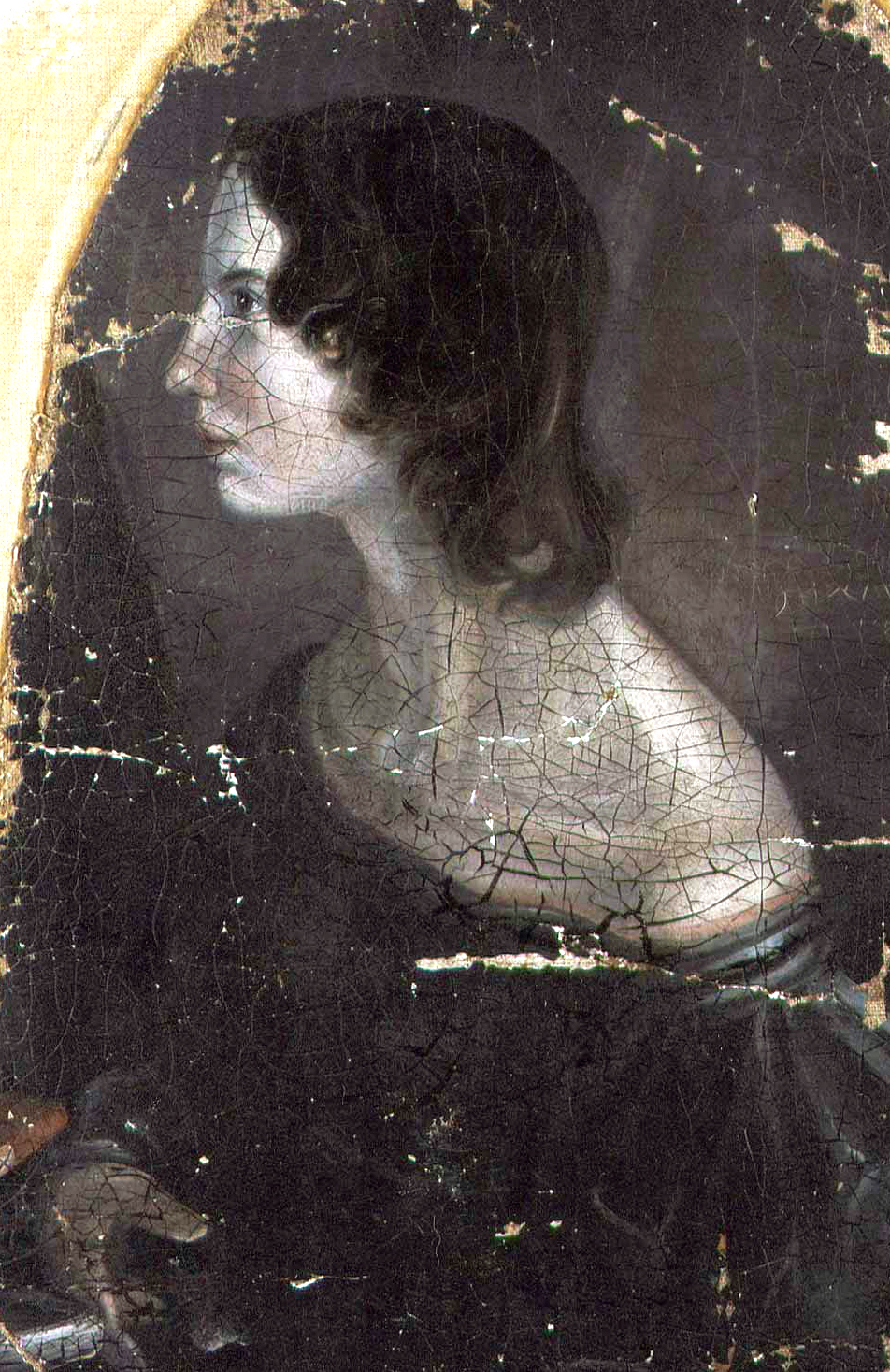
ブランウェル画（1833年頃）。アンかエミリーかで意見が分かれている。

アンはハダーズフィールドのミス・ウーラーズ・スクールで学び、その後1839年から1845年まで家庭教師として働きながら著作を続けた。彼女とシャーロット、エミリーの最初の作品であった詩集は1846年に出版された。一年後彼女の最初の小説『アグネス・グレイ』は姉エミリーの『嵐が丘』三巻と共に出版された。シャーロットの『ジェーン・エア』が出版されたのはその一ヶ月後であった。2作目の小説『ワイルドフェル・ホールの住人』は1848年、兄のブランウェル・ブロンテ（享年31歳）および4番目の姉のエミリー（享年30歳）の死の直前に出版された。
アンは1849年に海辺の行楽地であるスカーバラで29歳で死去した。アンはスカーバラを病後の養生のため訪れていた。スカーバラのグランドホテルにはブルー・プラークが掲示されている。彼女はセントメリー教会の敷地内に埋葬された。
なお、姉妹のうち最後まで生き残った3番目の姉シャーロットも1855年に38歳で死去し、唯一の男子であったブランウェルも含め、4人全員が子孫を残すことなく早世したため、ブロンテ家は断絶した。

## 著作
詩
- カラー、エリス、アクトン・ベルの詩集（英語版）　Poems by Currer, Ellis and Acton Bell (1846年)

『アン・ブロンテ全詩集』 藤木直子訳、大阪教育図書, 1998年
小説
- 『アグネス・グレイ』Agnes Grey (1847年)

笠井満訳「ブロンテ全集 第14巻」ダヴィッド社, 1954年
鮎沢乗光訳「ブロンテ全集 8」みすず書房, 1995年
田中晏男訳「アグネス・グレイ　ブロンテ姉妹集 1」京都修学社, 2001年
侘美真理訳「ブロンテ姉妹」集英社文庫ヘリテージ・シリーズ, 2016年
- 『ワイルドフェル・ホールの住人』The Tenant of Wildfell Hall (1848年)

山口弘恵訳「ブロンテ全集 9」みすず書房, 1996年